# Crile (cràter)
Crile és un petit cràter d'impacte de la Lluna. D'aspecte més o menys circular i amb forma de copa, les seves parets interiors s'inclinen cap al centre fins a arribar al punt mitjà. El cràter es troba en el Palus Somni, entre la Mare Crisium a l'est i la Mare Tranquillitatis cap a l'oest.

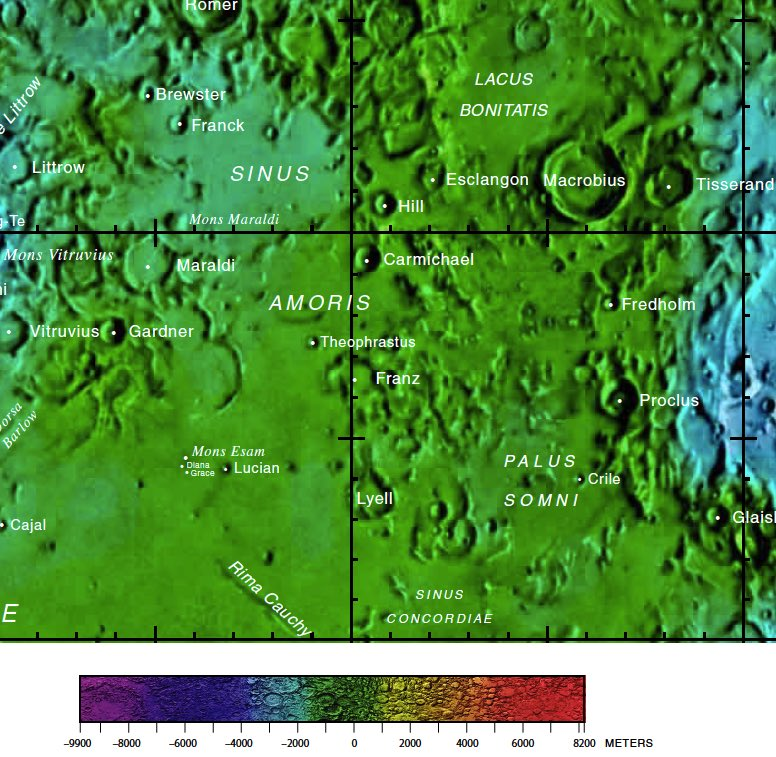
Localització de Crile (per sota del centre de la meitat dreta de la imatge)
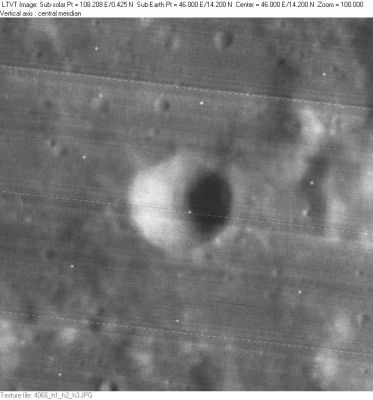
Fotografia de la missió Lunar Orbiter 4

Aquesta formació va ser designada prèviament Proclus F abans de ser reanomenada per la UAI en 1976. Proclus és al nord-nord-est.
El cràter rep el seu nom del cirurgià estatunidenc George Washington Crile.